# Hiranya Peiris
Hiranya Peiris, född 1974 i Sri Lanka, är en srilankesisk-brittisk professor i astrofysik vid University College London och i kosmopartikelfysik vid Stockholms universitet. Hon är även programdirektör för Oskar Klein Center.
Peiris är mest känd för sin forskning om den kosmiska bakgrundsstrålningen.  Hon valdes in i den amerikanska Fysikföreningen 2009 och valdes till vicepresident i brittiska Royal Astronomical Society mellan 2016 och 2018.

## Biografi
Peiris växte upp i Sri Lanka i en familj där båda föräldrarna var civilingenjörer och uppmuntrade henne att utveckla sin fallenhet för matematik och fysik. Hon gick med i sin första astronomiförening som barn och började läsa 2001: en rymdodyssé vid sju års ålder, delvis eftersom författaren flyttat till Sri Lanka och engagerat sig i föreningen. Hon utvecklade därefter ett stort intresse för science fiction och en önskan om att bli astronaut. Vid 16 års ålder flyttade familjen till Manchester i Storbritannien, där hennes lärare rekommenderade att hon skulle söka till Cambridge.

### Utbildning och karriär
Hiranya Peiris avlade examen vid Universitetet i Cambridge 1998 och disputerade 2003 vid Princeton University i USA. Hon var därefter verksam som Hubble Fellow vid Universitetet i Chicago från 2004 till 2007, varefter hon återvände till Cambridge som postdoktorand i ett par år. År 2009 fick hon en tjänst som lektor vid University College London där hon år 2015 utnämndes till professor i astrofysik. Sedan 2016 är hon också professor vid Stockholms universitet.

## Utmärkelser
- 2009 - Philip Leverhulmepriset i astronomi och astrofysik.[10]
- 2012 - Gruber Cosmology Prize
- 2018 - Fred Hoylemedaljen
- 2018 - En av 27 forskare som fick dela på Breakthroughpriset i fundamentalfysik för deras arbete med rymdteleskopet Wilkinson Microwave Anisotropy Probe.[11]
- 2018 - Projektanslag om 38 miljoner från Knut och Alice Wallenbergs stiftelse för studier av ett dynamiskt universum.[12]
- 2020 - Tilldelad Göran Gustafssonpriset i fysik för "sin nydanande forskning om dynamiken i det tidiga universum, som kopplar kosmologiska observationer till grundläggande fysik."[13]
- 2021 - Max Bornpriset.[14]
- 2021 - Eddingtonmedaljen.[15]